# Moroteza
Maroteza est une commune urbaine malgache située dans la partie nord-ouest de la région d'Atsimo-Atsinanana.